# Diabrotica longicornis
Diabrotica longicornis är en skalbaggsart som först beskrevs av Thomas Say 1824.  Diabrotica longicornis ingår i släktet Diabrotica och familjen bladbaggar. Inga underarter finns listade i Catalogue of Life.